# Cecidochares rufescens
Cecidochares rufescens är en tvåvingeart som beskrevs av Mario Bezzi 1913. Cecidochares rufescens ingår i släktet Cecidochares och familjen borrflugor. Inga underarter finns listade.